# Low Orbit Ion Cannon
Low Orbit Ion Cannon (abreviado LOIC) es una aplicación diseñada para realizar un ataque de denegación de servicio durante el proyecto Chanology, desarrollada por «praetox» usando el lenguaje de programación C# (Existe también un fork en C++ y Qt llamado LOIQ). La aplicación realiza un ataque de denegación de servicio al objetivo enviando una gran cantidad de paquetes TCP, paquetes UDP o peticiones HTTP con objeto de determinar cuál es la cantidad de peticiones por segundo que puede resolver la red objetivo antes de dejar de funcionar.

## IRCLOIC
El desarrollador «NewEraCracker» actualizó LOIC para su uso en la Operation Payback, arreglando algunos bugs y añadiendo algunas habilidades nuevas al programa.
Esta actualización funciona en Windows XP y posteriores, necesitando Microsoft .NET Framework 3.5 Service Pack 1. También funciona en sistemas Linux con los paquetes Mono o Wine.
En las últimas versiones se ha añadido una opción para iniciar el programa oculto como un servicio de Windows. En todas las versiones de LOIC es bastante fácil conocer la dirección IP del atacante si éste no está protegido por una red Peer-to-peer anónimo.

## LOIQ
LOIQ es una implementación de las funcionalidades de LOIC empleando el lenguaje C++ y la biblioteca Qt 4, lo cual permite compilarlo en cualquier plataforma que disponga de la  biblioteca Qt (Linux, BSD, Unix, Windows, Windows CE, Mac OS X, etc.)

## JSLOIC
JSLOIC es una implementación de algunas de las funcionalidades de LOIC realizadas en lenguaje JavaScript, lo cual permite ejecutarlo desde un navegador web sin necesidad de instalar ningún software en el ordenador. Esta implementación realiza test limitados a peticiones HTTP, no permitiendo el envío de paquetes TCP y UDP, ni delegar el control para su uso en modo colectivo.

## Uso de LOIC en la Operation Payback
LOIC comenzó a emplearse en la Operation Payback para bloquear los servidores de varias organizaciones protectoras de copyright como respuesta al ataque de denegación que ellos habían lanzado contra varios servidores de archivos torrent. Desde la red 4chan se hizo un llamamiento para que la gente instalase IRCLOIC en sus ordenadores y cediese su control a través del servidor "irc.skidsr.us" (ahora servidor de LulzSec), de forma que el grupo Anonymous pudiera realizar ataques coordinados de forma similar a los utilizados en el Proyecto Chanology. Dado el éxito mediático de dichos bloqueos, y la cantidad de voluntarios anónimos que cedieron sus ordenadores para participar en el bloqueo, se siguió realizando un programa de bloqueos organizados contra varias instituciones afines a la gestión de derechos de autor. 
El 6 de diciembre de 2010, se hizo un nuevo llamamiento para usar el programa LOIC de forma masiva contra las empresas PostFinance y PayPal por el bloqueo de las cuentas bancarias de WikiLeaks, y posteriormente contra Mastercard por impedir que sus tarjetas fueran empleadas para la donación de fondos destinados a la fundación Wikileaks o a la defensa de Julian Assange.
Uso en plataformas Windows: Debido al tipo de ataque realizado, el sistema operativo Windows no permite su ejecución ya que el antivirus detecta un posible ataque, por lo que será necesario desactivar los sistemas de defensa instalados (antivirus, firewall...) antes de su ejecución.